# 伊香具村
伊香具村（いかぐむら）は、滋賀県伊香郡にあった村。現在の長浜市の北西部、木之本地区の琵琶湖沿岸にあたる。

## 地理
- 山岳：賤ヶ岳
- 湖沼：琵琶湖、余呉湖
- 河川：余呉川
- 岬：藤ヶ崎

## 歴史

### 伊香具村（第1次）
- 1889年（明治22年）4月1日 - 町村制の施行により、赤尾村・北布施村・田居村・山梨子村・飯浦村・西山村・大音村の区域をもって伊香具村（第1次）が発足。
- 1943年（昭和18年）6月1日 - 木之本町と合併し、改めて木之本町が発足。同日伊香具村（第1次）廃止。

### 伊香具村（第2次）
- 1948年（昭和23年）5月10日 - 木之本町の一部（赤尾・北布施・田居・山梨子・飯浦・西山・大音）が分立して伊香具村（第2次）が発足。
- 1954年（昭和29年）4月1日 - 杉野村・高時村・木之本町と合併し、改めて木之本町が発足。同日伊香具村（第2次）廃止。

## 交通

### 道路
- 国道8号